# Noosphäre
|  | Dieser Artikel wurde in der Qualitätssicherung Philosophie eingetragen. Artikel, die sich als nicht relevant genug herausstellen oder mittelfristig kein hinreichend akzeptables Niveau erreichen, können schließlich auch zur Löschung vorgeschlagen werden. Bitte hilf mit, die inhaltlichen Mängel dieses Artikels zu beseitigen, und beteilige dich bitte an der Diskussion! Bitte entferne diesen Hinweis nicht ohne Absprache! |

Der Begriff der Noosphäre ([nooˈsfɛːrə] altgriechisch νοῦς nous, unkontrahiert νόος noos, „Geist“, „Verstand“, zusammen also „Sphäre des menschlichen Geistes/Verstandes“) stammt ursprünglich aus dem Kontext der Philosophie und der Naturwissenschaft; er stammt von dem sowjetischen Geologen, Geochemiker, Mineralogen und Begründer der Geochemie, Radiogeologie und Biogeochemie Wladimir Iwanowitsch Wernadski und wurde von Édouard Le Roy geprägt. 

## Geschichte
Laut einer anderen Quelle hat Pierre Teilhard de Chardin den Begriff Noosphäre 1925 als erster in einem damals noch nicht veröffentlichten Aufsatz La vision du passe verwendet, Wernadski erstmals 1931:

„In den Jahren 1922 und 1923 nahm ich in meinen Vorlesungen an der Sorbonne in Paris als Grundlage der Biosphäre biogeochemische Erscheinungen an … Von meiner biogeochemischen Grundlage der Biosphäre ausgehend, führte der französische Mathematiker und Philosoph, der Bergsonianer E. Le Roy in seinen Vorlesungen am College de France in Paris 1927 den Begriff ‚Noosphäre‘ als das moderne Stadium, das die Biosphäre geologisch durchlebt, ein. Er betonte dabei, zu dieser Vorstellung sei er zusammen mit seinem Freund, dem bedeutenden Geologen und Paläontologen Teilhard de Chardin gelangt“

Der Begriff Noosphäre erfuhr eine christliche Vereinnahmung und Umdeutung beginnend mit den Schriften des Theologen Pierre Teilhard de Chardin ab 1922 in seiner Kosmogenese. Noosphäre bezeichnet in der christlichen Theologie des de Chardin, die infolge eine internationale christliche Nutzbarmachung und Verbreitung erfuhr, eine Phase der geistigen Entwicklung, in der die Menschheit zu einem Geist in oder mit Jesus Christus zusammenwächst, d. h. zur weltweiten Einheitsreligion Christentum. Teilhard de Chardin bezeichnet dies als Ziel der Christentumsgeschichte mit einer trinitären Gottesvorstellung. Le Roy und Teilhard de Chardin hörten beide 1922 Vorlesungen bei Wladimir Iwanowitsch Wernadski.
Der russische Geologe Wladimir Iwanowitsch Wernadski nutzte seinen Terminus erst wieder ab 1937, am ausführlichsten in der Arbeit Der wissenschaftliche Gedanke als planetare Erscheinung (Научная мысль как планетное явление). Dieser Artikel sollte Teil seines großen Lebenswerkes Der chemische Aufbau der Biosphäre der Erde und ihre Umgebung (Химическое строение биосферы Земли и ее окружения) werden. Bedingt durch die Unterdrückung bzw. Trennung der Philosophien und der Wissenschaften im Kalten Krieg, erschien sein Werk erst 1977 auf Russisch, wo er wieder die evolutionäre Umwandlung der Biosphäre in eine Sphäre der menschlichen Vernunft – die Noosphäre – beschreibt (Kosmologie). 
In neuerer Zeit wurde der Begriff der Noosphäre von Medientheoretikern und Vordenkern der Open-Source-Bewegung revitalisiert und mit einer veränderten, enttheologisierten Bedeutung belegt, die sich inhaltlich eher an Wernadski als an de Chardin anlehnt.
Zur weiteren Entwicklung und Verwendung des Begriffs im Rang der Entwicklung:
- Wladimir Iwanowitsch Wernadski (russischer[4][5][6] Geologe, Geochemiker und Mineraloge, einer der Geochemie-, Radiogeologie- und Biogeochemie-Begründer), (1863–1945)
- Édouard Le Roy (1870–1954) (französischer Philosoph und Mathematiker), Les origines humaines et l'evolution de l'intelligence (Paris, 1928)
- Pierre Teilhard de Chardin (katholischer Theologe, Geologe und Paläontologe), (1881–1955)
- Medientheoretiker und Vordenker der Open-Source-Bewegung entwickeln den Begriff in neuerer Zeit weiter, inhaltlich an die Ursprünge bei Wernadski angelehnt und besonders wieder ent-christianisiert und ent-theologisiert.
  - Marshall McLuhan bezeichnet die Noosphäre als „kosmische Membran, die sich durch die elektrische Erweiterung unserer verschiedenen Sinne rund um den Globus gelegt hat“, also als „ein technisches Gehirn für die Welt“. McLuhan hat den Begriff der Noosphäre über den Jesuiten und Medienwissenschaftler Walter Ong von Teilhard de Chardin rezipiert (gemäß Krügers Analyse).
  - Eric S. Raymond verwendet den Begriff der Noosphäre in seinem Aufsatz Homesteading the Noosphere, in dem er Probleme des Projektmanagements bei Open Source diskutiert. Noosphäre beschreibt Raymond als „den Raum aller denkbaren Gedanken“; er unterscheidet dabei zusätzlich mit Faré Rideau zwischen Noosphäre (noosphere) und Ergosphäre (ergosphere).[7]